# Xena: Warrior Princess: The Talisman of Fate
Xena: Warrior Princess: The Talisman of Fate (рус. Зена — королева воинов: Талисман судьбы) — видеоигра в жанре файтинг, разработанная компанией Saffire и изданная Titus Interactive для игровой платформы Nintendo 64 в 1999 году. Игра основывается на американском телевизионном сериале «Зена — королева воинов».

## Предыстория
Где-то в храме богов хранится древний могущественный артефакт под названием «Талисман Судьбы». В руках того, кто завладеет им, сосредоточится власть над судьбой человечества. Однажды из параллельного мира на Землю пришло великое зло — демон по имени Despair. Злое божество Дахак, которого боги заперли в параллельном мире, отправил демона в мир людей, чтобы тот выкрал Талисман из храма. Зена и другие герои должны остановить демона и не дать ему освободить Дахака.

## Гейпмлей
Игра представляет собой файтинг с несколькими режимами игры.
В главном меню можно выбирать игровые режимы: помимо главного режима (Quest), есть ещё Versus и Roster (один бой) и Practice (обучение). 
- Quest представляет собой несколько поединков с нарастающим уровнем сложности; в финальном поединке нужно победить босса по имени Despair.
- Versus — один бой между выбранными персонажами по принципу «две команды». Здесь доступны от двух до шестнадцати бойцов за раунд (от двух до восьми с каждой стороны); также здесь можно выбрать «сцену» для поединка и режим игры (два игрока против друг друга или один игрок против компьютера). Если игрок выбирает более четырёх бойцов, то бой начинают первые четверо персонажей, а затем по мере их гибели в игру вступают новые.
- Roster — один бой между выбранными персонажами; здесь нет «команд», каждый персонаж может атаковать любого другого персонажа. В остальном этот режим похож на Versus.
- Practice — обучение. В этом режиме доступны от двух до четырёх персонажей; здоровье бойцов здесь неограничено, а таймер отключён. Режимы игры те же, что и в Versus. Если игрок выбирает бой против компьютера, то появляется возможность настроить уровень сложности (от 1 до 11 — чем выше уровень, тем сильнее противники) и поведение противника (он может просто стоять или обороняться). Перед боем для выбранного персонажа отображаются комбинации клавиш, при нажатии которых можно выполнить спецприём; во время боя все нажатия клавиш отображаются на экране.

В последних трёх режимах также можно выбрать только управляемых компьютером бойцов и пронаблюдать за их действиями во время поединка, не участвуя в игре.   
Также в главном меню для режима Quest можно настроить сложность игры (Mortal, Hero, God), время поединка и количество раундов. На уровне сложности Mortal противники не очень сильны и редко используют спецприёмы, Hero немного сложнее. На этих уровнях игрок должен победить в поединке одного противника. На уровне сложности God количество противников увеличивается до двух.
В игре представлены одиннадцать персонажей. В основном это герои телесериала (Зена, Габриэль, Джоксер, Автолик, Арес, Эфини, Лао Ма, Каллисто, Веласка и Цезарь). Каждый из них обладает индивидуальными способностями, сериями ударов и спецприёмами. После прохождения игры появляется возможность поиграть за ещё одного персонажа — демона Despair, «босса» игры. Этот персонаж гораздо сильнее любого из бойцов, и поэтому является «бонусным».
Все персонажи, кроме Despair, выполнены в четырёх «вариантах», внешне отличающихся друг от друга. В основном персонажи различаются предметами одежды или доспехов.
Поединки проходят на «сценах», которых в игре также одиннадцать. Среди них — таверна, храм Ареса, лес амазонок, лагерь разбойников, святилище Дахака. В режиме Quest каждый из персонажей появляется только в определённых «сценах»: например, поединок с Автоликом проходит в замке, с Джоксером — в таверне, с Цезарем — на арене гладиаторов в Риме и т. д.

## Оценки
| Сводный рейтинг | Сводный рейтинг |
| Агрегатор       | Оценка          |
| --------------- | --------------- |
| GameRankings    | 61,23 %         |